# 拉基夫卡河 (維什尼亞河支流)
拉基夫卡河（烏克蘭語：Раківка），是烏克蘭西部的河流，屬於維什尼亞河的右支流。該河流經利維夫州的利維夫區和亞沃里夫區，河道全長18公里，流域面積228平方公里。